# Bos van Bosman
Het Bos van Bosman is een park in de Nederlandse stad Leiden, gelegen tussen de Blauwe Vogelweg, de Wassenaarseweg en de Rijnsburgerweg in de Vogelwijk.
In de middeleeuwen tot aan 1420 stond op deze plek het kasteel Paddenpoel en later, tot 1574, het klooster Mariënpoel. Daarna lag het terrein braak, al waren er rond 1900 tennisbanen. Het 'bos' is vernoemd naar de industrieel en multimiljonair A.G. Bosman (1871-1958), die het 20 hectare tellende terrein in 1917 kocht. Hij liet de architect J.W. Hanrath een landhuis bouwen dat Nieuweroord werd genoemd naar de Drentse veenkolonie Nieuweroord waar Bosmans vrouw vandaan kwam. De bekende landschapsarchitect Leonard Springer mocht de buitenruimte ontwerpen. Hierbij werd het deel aan de Rijnsburgerweg als voortuin ingericht, met een oprijlaan in de vorm van een halve cirkel, en de achterzijde aan de Wassenaarseweg als wandelbos, met vijvers, plantenkassen en een boomgaard.
In de hongerwinter tijdens de Tweede Wereldoorlog werd het bos grotendeels gekapt, omdat de Leidse bewoners het hout nodig hadden voor hun kachels. Na de oorlog bleef herstel van de tuinaanleg achterwege.
Na de dood van Bosman in 1958 verloederde het terrein. De erven verkochten huis en landgoed in 1959 aan de gemeente Leiden, die een deel doorverkocht aan de Rijksgebouwendienst. Een deel van de ruimte werd gebruikt voor de bouw van woningen en een school aan de Blauwe Vogelweg. Er kwamen ook studentenflats aan het Flanorpad en tijdelijk stonden er barakken voor medisch bevolkingsonderzoek. De drie hectare die van de oorspronkelijke 20 overbleven vormen het tegenwoordige 'Bos van Bosman'.

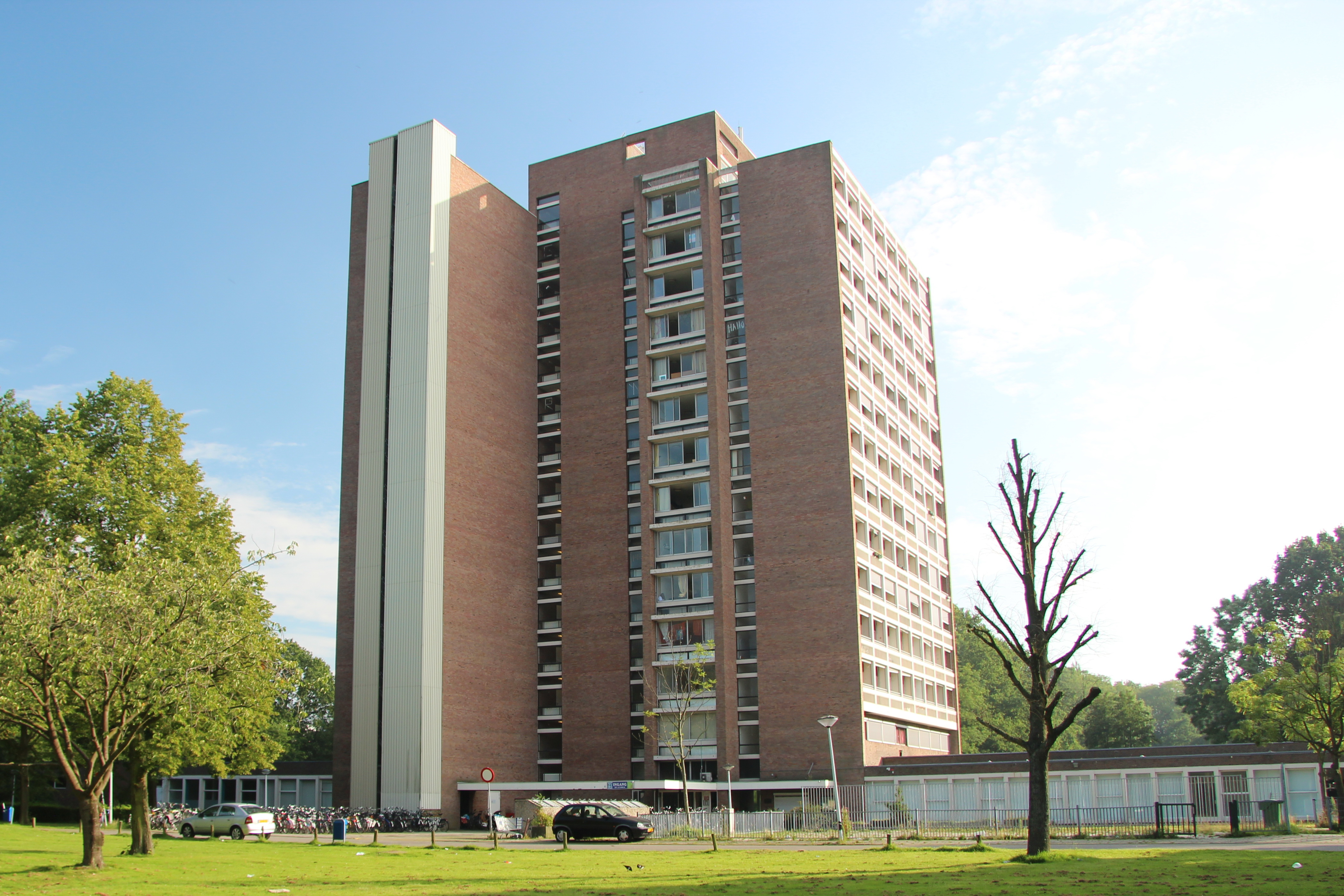
De zusterflat Nieuweroord in 2012

De villa was enkele jaren in gebruik als belastingkantoor, maar moest in 1966 plaatsmaken voor een flatgebouw van 14 verdiepingen voor verpleegsters in opleiding, dat in 1974 gereedkwam. Deze flat van 45 meter hoog kreeg ook de naam Nieuweroord mee. In 1998 kocht de gemeente Leiden de flat met het omringende terrein van de Rijksuniversiteit Leiden met als uiteindelijk doel de herontwikkeling van de locatie Nieuweroord en herstel van de verbinding tussen Nieuweroord en het bos van Bosman. In de tussentijd werd de flat gebruikt voor studentenhuisvesting, daarna als asielzoekerscentrum en van 2010 tot 2015 opnieuw voor studentenhuisvesting.
Het terrein moest herontwikkeld worden, waarbij de flat plaats zouden maken voor appartementengebouwen in het park. Door een niet correct verlopen aanbestedingprocedure moest de gemeente in 2013 de gunning aan de projectontwikkelaar terugdraaien en zou de uitvoering van het plan enkele jaren vertraging oplopen. Maar in de loop van 2021 kwam het complex alsnog gereed.